# بیل هگرتی (سیاستمدار)
بیل هگرتی  (انگلیسی: Bill Hagerty؛ زادهٔ ۱۴ اوت ۱۹۵۹) سیاستمدار، دیپلمات و تاجر آمریکایی است که به عنوان سناتور [جونیور ایالات متحده از تنسی مشغول به کار است. هاگرتی از اعضای حزب جمهوری‌خواه، از سال ۲۰۱۷ تا ۲۰۱۹ به عنوان ۳۰امین سفیر ایالات متحده در ژاپن فعالیت می‌کرد.